# Greta – Haus ohne Männer
Greta – Haus ohne Männer (Originaltitel: Greta, La Tortionnaire, Alternativtitel: Ilsa, The Wicked Warden, A) ist eine deutsch-US-amerikanisch-schweizerische Koproduktion von 1977. Der von Jess Franco gedrehte Frauengefängnisfilm wurde durch die US-amerikanische Titelgebung lose zur Sexploitation-Filmreihe um die sadistische Aufseherin Ilsa gezählt. Gemein haben die Filme jedoch nur Teile des Plots sowie die Hauptdarstellerin Dyanne Thorne.

## Handlung
Der Film spielt in einem nicht näher bezeichneten südamerikanischen Staat. Handlungsort ist eine Besserungsanstalt für psychisch gestörte Straftäterinnen, die von der Aufseherin Greta geführt wird. Diese regiert die Anstalt mit harter Hand. Zu ihren sadistischen Foltermethoden gehören Vergewaltigung, lesbische BDSM-Praktiken, Auspeitschung und eine Elektroschocktherapie, die ihre Opfer als Wachkoma-Patienten zurücklässt. Unterstützt wird sie durch Pablo, der sich nebenbei Geld als Snuff-Filmer verdient, sowie ebenfalls sadistisches Wachpersonal. Zudem hat sie sich die Insassin Juana gefügig gemacht, die als ihre Spionin agiert.
Durch ein geschickt inszeniertes Ablenkungsmanöver gelingt der Insassin Rosa Philips die Flucht. Sie kann ihren Häschern entkommen, wird jedoch dabei schwer verletzt. Sie rettet sich zu dem Arzt Milton Arcos, wird jedoch dort vom Wachpersonal aufgegriffen und zurück in die Anstalt verbracht. Arcos schöpft Verdacht und informiert die Behörden. Sie finden die Freiwillige Abbie Philips, Schwester von Rosa, die sich bereit erklärt, die Anstalt zu infiltrieren.
Dort angekommen wird sie mit den sadistischen Methoden konfrontiert. Juana hat einen Narren an ihr gefressen und nutzt jede Gelegenheit, um sie zu demütigen. Als Abbie versucht zurückzuschlagen, wird sie in Einzelhaft gesteckt. Zurück aus der Einzelhaft gelingt es ihr, über eine Frau mit der Häftlingsnummer 14, Juana zu überzeugen, nach ihrer Schwester zu fragen. Dies tut Juana tatsächlich gegen sexuelle Gefälligkeiten, informiert jedoch Greta über den Vorfall. Diese kommt hinter den Plan von Arcos, den sie umbringen lässt.
Juana bringt Abbie zu der inzwischen völlig katatonischen Rosa. Dort werden sie von Greta überrascht, die Abbie mitnimmt und, gegen die Abmachung mit Juana, aufs Härteste foltert. Dann erstickt Greta Rosa mit einer Plastiktüte. Als eine Untersuchungskommission der Regierung eintrifft, verhalten sich die Häftlinge vorbildlich. Juana beobachtet allerdings, wie die schwer misshandelte Abbie der Kommission ausgehändigt wird, und bekommt einen Wutanfall. Sie stachelt ihre Mithäftlinge auf. Zusammen überwältigen sie Greta und fressen sie auf, während Pablo das Ganze für seinen neuesten Snuff-Film mitfilmt.

## Hintergrund
Da Erwin C. Dietrich, der Produkte der kanadischen Firma Cinépix im deutschsprachigen Raum verbreitete, hier einiges zum Erfolg der Ilsa-Filme  beigetragen hatte, erfüllte ihm Cinépix seinen Wunsch und lieh ihm Dyanne Thorne für einen Film mit Regisseur Jess Franco aus. Mit der Reihe um die sadistische Wärterin Ilsa hat der Film nur mehrere US-amerikanische Titel gemein. Tatsächlich kaufte 1987 die Verleihfirma der Ilsa-Filme die Rechte an dem Film. Aus finanziellem Kalkül entschlossen sie sich, den Film als Teil der Ilsa-Reihe zu vermarkten, und synchronisierten den Film nach. Immer, wenn der Name der Hauptperson fiel, wurde Stille eingespielt.
Es existieren zahlreiche Titel, unter denen der Film erschienen ist. Die folgende Auswahl konzentriert sich auf die deutsch- und englischsprachigen Filmtitel:
- Greta the Mad Butcher
- Greta the Torturer
- Greta the Sadist
- Ilsa: Absolute Power
- Ilsa the Wicked Warden
- Ilsa the Mad Butcher
- Wanda the Wicked Warden

Im deutschsprachigen Raum erschien der Film lediglich in der Schweiz als VHS-Fassung. Lange Jahre war der Film daher nur als Import erhältlich. Später folgten DVD- und Blu-Ray-Fassungen in der Schweiz und in Deutschland.

## Kritiken
Im Werk des Regisseurs Jess Franco, der gerne als „Schmuddelfilmer“ charakterisiert wird, zählt Greta – Haus ohne Männer zu den besseren Filmen. Er ist handwerklich gut gemacht und verfügte über ein höheres Budget als vergleichbare Filme von Franco. Obwohl er nur namentlich zur Ilsa-Reihe gehört, ist er stark von diesen Filmen beeinflusst. Wie die meisten Sexploiter aus den 1970ern bedient sich der Film expliziter Sex- und Gewaltszenen.

„In einem diktatorisch regierten Land werden Frauen in einer Klinik gefangen gehalten und von einer grausamen, perversen Direktorin sexuell gequält und gefoltert, um Angaben über eine revolutionäre Bewegung zu erpressen. Der politische Hintergrund dient lediglich als Vorwand für eine Mischung aus Sadismus, Sex und KZ-Mentalität.“

„Den altbekannten Motiven konnte Franco leider wenig hinzufügen, sieht man von dem überraschenden Schluß ab. Der politische Hintergrund dient lediglich als Vorwand für eine Mischung aus Sex, Gewalt und der abstoßenden Nazi-Mentalität“

„Ilsa, The Wicked Warden ist unter anderem ein Film für Sleazefans, für Biberfell-Liebhaber und für Anhänger des Frauengefängnisfilms. In erster Linie jedoch, ist er ganz schön harter Tobak. Zwar ist Greta – Haus ohne Männer (OT) ohne KL-Hintergrund fast 100 % ‚guilt free‘, aber dennoch ein verdammt zynisches Werk – was durch die naiv-doofen Dialoge der deutschen Fassung noch um einiges verstärkt wird – und auf Grund seiner bedrückenden Atmosphäre nicht als Partyfilm geeignet. Dazu kommen fiese Folterungen, die zwar FX-technisch sehr gut realisiert sind, durch gnadenloses Overacting jedoch wieder ins Lächerliche abgleiten.“